# 中国科学社

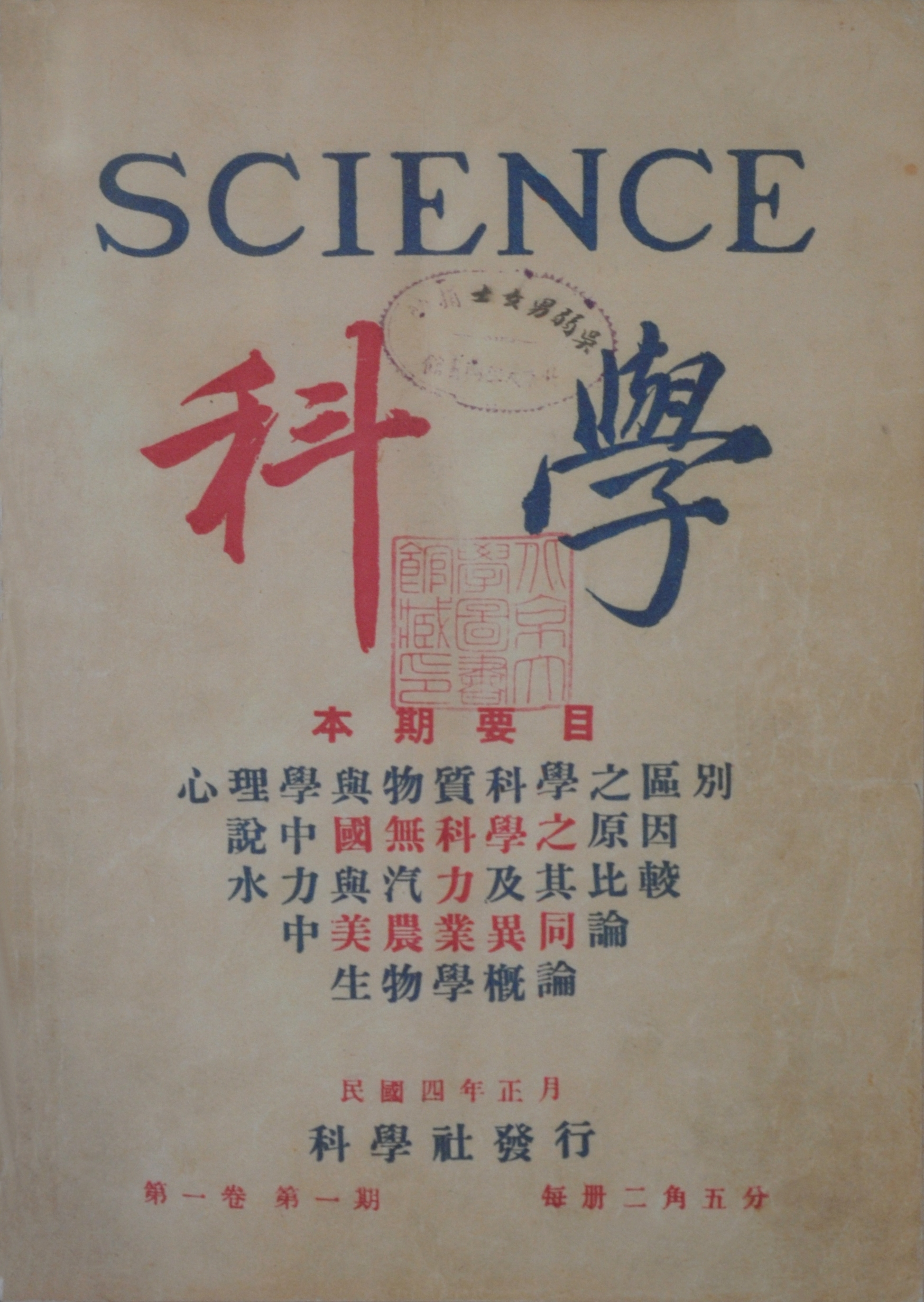
1915年に刊行された雑誌「科学」の第一期第一巻

中国科学社 (簡体字中国語: 中国科学社、繁体字中国語: 中國科學社、英語: Science Society of China、1915年-1960年) は近代中国の歴史上、最大規模の科学団体である。

## 概要
アメリカのコーネル大学に留学していた中国人留学生9名によって1914年に「科学社」という名で設立された。1915年1月に上海において、アメリカ科学振興協会の発行していた雑誌を手本として雑誌「科学」を発行した。1915年10月25日に「中国科学社」 へと改名し、コーネル大学中国人留学生を中心とした116人が社員として参加した。以後、中国科学社は「科学」の他、「科学画報」や「科学譯叢」といった雑誌も発行した。1918年、拠点をそれまでの拠点であったアメリカから中国へと移し、中国科学社は南京の南京高等師範学校 (後の南京大学) に本部を置いた。1922年、南京において新たに中国初の生物学に関する研究施設である中国科学社生物研究所を開設した。
通俗科学による最先端の科学技術のわかりやすい概説や科学教育、国際科学用語の中国語訳の標準化など、中国における科学の普及と発展に大きく貢献し、20世紀前半において中国の科学界をリードする役割を果たした。政府が援助する形で1928年に設立された中央研究院や、1949年に設立された中国科学院の設立にも中国科学社の研究員が多数参画した。
また、1929年に設立された上海市にある中国科学社明復図書館は上海市の文化遺産に指定されている。